# Pfaffia gnaphaloides
Pfaffia gnaphaloides är en amarantväxtart som först beskrevs av Carl von Linné d.y., och fick sitt nu gällande namn av Carl Friedrich Philipp von Martius. Pfaffia gnaphaloides ingår i släktet Pfaffia och familjen amarantväxter. Inga underarter finns listade i Catalogue of Life.